# Erwin Hainisch
Erwin Hainisch (* 28. Juli 1895 in Eichberg, Gemeinde Gloggnitz; † 1. September 1964) war ein österreichischer Kunsthistoriker, Denkmalpfleger und Landeskonservator von Oberösterreich.

## Leben
Hainisch, Sohn des Bundespräsidenten der Ersten Republik Michael Hainisch, begann 1914 ein Architekturstudium an der Technischen Hochschule in Wien. Von 1915 bis 1918 leistete er Kriegsdienst und begann 1919 nach seiner Rückkehr aus der italienischen Kriegsgefangenschaft ein Studium der Kunstgeschichte an der Universität Wien, das er 1926 mit der Promotion abschloss. Im gleichen Jahr trat er in den Dienst des Bundesdenkmalamtes in Wien. 1927 wurde er interimistischer Oberösterreichischer Landeskonservator in Linz (in der Nachfolge von Oskar Oberwalder) und 1932 erfolgte die offizielle Ernennung. 1939 musste er das Amt des Landeskonservators als „Mischling 2. Grades“ abgeben und kehrte zum Bundesdenkmalamt (Zentralstelle für Denkmalschutz) in Wien zurück.
Von 1933 bis 1937 war Hainisch mit Ludovica Hainisch-Marchet verheiratet.

## Werke
- Denkmale der bildenden Kunst, der Geschichte und der Kultur im politischen Bezirke Eferding. Haslinger, Linz 1933.
- mit Kurt Woisetschläger: Dehio Oberösterreich. Mehrere Auflagen.
- mit Kurt Holter und Walter Luger: Die Kunstdenkmäler des politischen Bezirkes Wels. Band 2. Die Kunstdenkmäler des Gerichtsbezirkes Lambach. Schroll, Wien 1959.